# Пеперомия
Пеперо́мия (лат. Peperomia) — род многолетних вечнозелёных травянистых растений семейства Перечные (Piperaceae), отличающийся большим разнообразием видов. Некоторые из них ценятся как декоративные и представлены в коллекциях ботанических садов.

## Название
Родовое латинское название Peperomia происходит от греческого слова peperi (πέπερι) — «перец», и, вероятно, греческого слова homos, homoios (ὁμός) — «подобный», из-за сходства с родом Piper.

## Места произрастания
Пеперомия произрастает в тропических районах Азии и Америки, где она растёт на деревьях, на гниющих стволах, в тени, под пологом леса, на рыхлых торфянистых почвах и иногда на скалах.

## Биологическое описание
- Листья пеперомий у разных видов очень разнообразны. Встречаются довольно запоминающиеся кожистые, сморщенные и блестящие листья, а также маленькие и тонкие. Окраска бывает светло- или тёмно-зелёной, коричневой, золотистой, серебристо-полосатой, с белыми или жёлтыми пятнами, разводами.
- Растение цветёт весной-летом, над его листьями поднимаются многочисленные цветоносы с соцветиями-колосьями, вид которых у разных видов значительно разнится. По мере созревания плодов на поверхности соцветия появляются маленькие суховатые ягоды, которые легко отделяются при касании.
- Высота растения варьирует от 15 до 50 см.
- Распространено самоопыление, агентами перекрестного опыления выступают ветер и насекомые, такие как мухи-журчалки[5].

## Виды
По информации базы данных The Plant List, род включает 1161 вид. Некоторые из них:
- Peperomia argyreia (Hook.f.) E.Morren
- Peperomia caperata Yunck.
- Peperomia fraseri C.DC.
- Peperomia obtusifolia (L.) A.Dietr.
- Peperomia rotundifolia (L.) Kunth

## В цветоводстве
Благодаря своим декоративным качествам, разнообразию видов и относительной неприхотливости пеперомии популярны в комнатном цветоводстве. Среди них есть кустовидные, прямостоячие и ампельные виды. Поскольку растут пеперомии довольно медленно, они часто используются в композициях.
- Peperomia caperata
- Peperomia prostrata
- Peperomia graveolens в ботаническом саде Бонна
- Peperomia orba